# 彭載
彭載（1441年—？），字孔載，江西南昌府南昌縣人，民籍。明朝政治人物。進士出身。

## 生平
江西鄉試第四十一名。成化八年（1472年）壬辰科會試第五十七名，殿試登進士第二甲第三十五名。

## 家族
曾祖父彭原敬。祖父彭仲謙。父亲彭宗岳。